# Arrondissement Saint-Georges
Das Arrondissement Saint-Georges ist ein Verwaltungsbezirk in Französisch-Guayana.
Es ist 2022 entstanden durch Übergang der vier Gemeinden aus dem Arrondissement Cayenne:
| Gemeinde      | Einwohner 1. Januar 2022 | Fläche km² | Dichte Einw./km² | Code INSEE | Postleitzahl |
| ------------- | ------------------------ | ---------- | ---------------- | ---------- | ------------ |
| Camopi        | 2.168                    | 10.030,00  | 0                | 97356      | 97330        |
| Ouanary       | 200                      | 1.080,00   | 0                | 97314      | 97380        |
| Régina        | 1.657                    | 12.130,00  | 0                | 97301      | 97390        |
| Saint-Georges | 4.710                    | 2.320,00   | 2                | 97308      | 97313        |